# Pierre II de Nice
Pour les articles homonymes, voir Pierre II et Pierre III.
Pierre de Nice, mort en 1103, est un prélat de la seconde moitié du XIe siècle, évêque de Vaison (v. 1059-1103), sous le nom de Pierre II ou  Pierre III.
Dit de Mirabel, il ne doit pas être confondu avec son grand-oncle, Pierre de Mirabel, qui fut évêque de Vaison quelques décennies auparavant.

## Biographie

### Origines
La date de naissance de Pierre est inconnue. Il est le fils de Raimbaud, coseigneur de Nice, petit-fils d'Odile et Laugier,,. Sa mère est Acelène (Acelena/Accelena), dite [de Fréjus] ou encore [d'Apt].
Pierre est le neveu, par son père de Pierre Ier, évêque de Sisteron, et de Pons II, évêque de Nice.

### Placement sur le siège de Sisteron
Son père, Raimbaud, le place, alors qu'il est encore très jeune, sur le siège de Sisteron, après s'en être emparé, vers 1043, vraisemblablement avec l'aide de son demi-frère, Miron II, vicomte de Sisteron (1042-1067),. Un acte de 1066 mentionne — sans que l'on ne sache qui sont les vendeurs — l'achat (qui emit episcopatum pro filio suo) de l'évêché. Il est alors qualifié dinfans. En raison de son jeune âge, il ne peut monter obtenir la charge d'évêque. L'auteur de la Gallia christiana novissima (GCN) considérait qu'il n'était que prétendant.
Son père, Raimbaud, entretient dès lors la vacance du diocèse qu'il contrôle,,,. Raimbaud et ses hommes abusent des biens de l'évêché qu'ils vendent et achètent,,.
Le concile d'Avignon de 1060 aboutit notamment à l'excommunication de Raimbaud, accusé d'avoir appauvri l'évêché, et la nomination Gérard Chevrier envoyer pour réformer ce dernier,.

### Évêque de Vaison
L'intérêt de Raimbaud se porte alors sur l'évêché de Vaison qu'il achète également, avant l'année 1059. Pierre en devient l'évêque,. Son grand-oncle, saint Pierre de Mirabel, avait occupé le siège vers 1010-1030.
La Gallia christiana novissima le nomme Pierre II. Marie-Pierre Estienne (2004) le désigne sous les noms de Pierre II et de Pierre III. Les historiens Jean-Hervé Foulon et Mariacristina Varano (2013) le nomme Pierre III.
Pierre de Nice, évêque de Vaison cède, en 1073, à Dieu, à N. S. Jésus-Christ, à la Sainte-Mère Marie toujours Vierge et à l'église de Nice, l'héritage paternel, c'est-à-dire, le château de Drap avec ce qui lui appartient. Si quelqu'un, si moi-même, si l'un de mes héritiers ou tout autre ose vous troubler dans cette donation, que la colère de Dieu tombe sur lui ; qu'il soit excommunié et interdit. Nous le séparons de l'église et nous lui interdisons la porte de la maison de Dieu ; qu'il s'en aille avec le traître Judas et que ses mauvais affidés ou conseillers soient précipités dans les enfers avec Béelzébuds, prince des démons. Aux calendes de mai.